# Catedral Cristo Redentor
A Catedral Cristo Redentor é a catedral de Boa Vista, capital de Roraima.
Localizada na Praça do Centro Cívico, foi idealizada a partir do terreno doado em 1962 e teve sua construção iniciada em 1967, com inauguração solene em 26 de novembro de 1972 durante o pontificado de Paulo VI e sob a liderança do então bispo Dom Servílio Conti.

## Arquitetura e simbolismo
Projetada pelos engenheiros italianos — entre eles, Mário Fiameni de Turim — a catedral possui estilo moderno. Seu projeto chama atenção pelas formas sinuosas em concreto armado, que evocam três símbolos marcantes:
- a barca de São Pedro (navio);[2]
- a maloca indígena, representando a comunhão comunitária;[2]
- e a harpa, símbolo do canto e da adoração.[2]

A planta interna, com teto de madeira, remete também a um barco — um espaço acolhedor, fresco e projetado para destacar a bela luz do nascer do sol, que ilumina o forro interno com um espetáculo visual único.

## Reformas e conservação
Após sua inauguração, a catedral passou por adaptações e restaurações. Em 2010, obras promoveram melhorias como a instalação de ventiladores, bancos novos, rampas de acessibilidade, reforço na iluminação, esquadrias decoradas com motivos de ondas e peixes e modernizações litúrgicas (novo altar, fonte batismal e cátedra) encontraboavistarr.com.br. O projeto original foi retomado em 2011, aproximando o templo de sua configuração inicial.
Mesmo sendo tombada como patrimônio histórico-cultural por órgãos estaduais e municipais, diferentes relatos apontam necessidade de manutenção contínua, tanto no entorno quanto no interior.
O jubileu de ouro em novembro de 2022 marcou 50 anos de história com uma semana de celebrações, incluindo missas, tríduos, adoração ao Santíssimo, programação para reverenciar os benfeitores e exposição documentária, culminando com missa campal presidida pelo Cardeal da Amazônia, Dom Leonardo Steiner.